# Sub Pop 100
Sub Pop 100 è una raccolta uscita nel 1986 per la casa discografica Sub Pop, contenente molti artisti influenti sulla successiva scena grunge.

## Tracce
1. Spoken Word Intro Thing (Steve Albini) - 0:50
2. Greatest Gift (Scratch Acid) - 2:03
3. Nothin' to Prove (Live) (Wipers) - 2:07
4. Kill Yr Idols (Sonic Youth) - 2:47
5. Bananacuda (Naked Raygun) - 1:41
6. Gila (U-Men) - 2:16
7. Smile on Your Face (Dangerous Birds) - 2:55
8. Church in Hell (Skinny Puppy) - 3:12
9. Go at Full Throttle (Steve Fisk) - 2:29
10. Itsbeena (Lupe Diaz) - 1:14
11. Impact Test (Boy Dirt Car) - 1:22
12. Real Men (Savage Republic) - 3:12
13. One Day of the Factory (Shonen Knife) - 3:55
14. Barry White Ending - 0:22

## Crediti
- Steve Fisk - ingegneria del suono
- Bruce Pavitt - compilazione
- John Golden - mastering
- Dale Yarger - artwork
- Carl Smool - artwork